# قلعة بيكفورتن
قلعة بيكفورتن هي منزل ريفي ذو طابعٍ فيكتوري مبنيٌ حسب أسلوب قلاع العصور الوسطى، وتقع في غابة في الطرف الشمالي من تلال بيكفورتون على بُعد ميلٍ واحد (1.6 كم)في الشمال الغربي لقرية بيكفورتون في مدينة تشيستر لدولة إنجلترا، وأدرجت ضمن قائمة مواقع التراث الوطني لإنجلترا كبناءٍ مسجل ذي درجة أولى، وشيد هذا المنزل في منتصف القرن التاسع عشر كبيت عائلي لـ جون تولماتشي، وهو مالك أراضٍ ثري من تشيستر ومدير عقارات، وعضو في البرلمان، وقام بتصميمه أنتوني سالفين على الطراز القوطي، وخلال الحرب العالمية الثانية جُعل كنزل للأطفال المعاقين جسديًا.
وقامت أسرة تولماتشي باستخدام القلعة للتجمعات العرضية، غيراً عن ذلك، ظلت القلعة خاوية حتى عام 1969، ومن عام 1969 إلى عام 1980 قام اللورد توليماتشي الرابع بتأجير القلعة لجورج د. باريت، وبذلك عادت مرة أخرى سكنًا خاصًا منغلقاً عن العامة، ورُمم الجناح الأيمن والبرج وبساتين القلعة السيد باريت، وهو أمريكيٌ موظفٌ من قبل حكومة الولايات المتحدة، وكان حفل زفاف ابنته باسكال أول حفل زفاف يُقام في الكنيسة التابعة للقلعة، وكان لابد من الحصول على مرسوم خاص من قبل رئيس أساقفة كانتربري لإقامة حفلات زفاف كاثوليكية قانونياً في أراضي القلعة.
خلال السبعينيات والثمانينيات من القرن الماضي، استخدمت القلعة كموقع لتصوير الأفلام والبرامج التلفزيونية، وبيعت القلعة في عام 1988 إلى إيفيلن غريبِل، والتي حولتها إلى فندق، في عام 2006 بيعت القلعة إلى أسرة نايلر، والتي وسعت بدورها استخداماتها لتشمل استضافة حفلات الزفاف والمؤتمرات وغيرها من المناسبات.

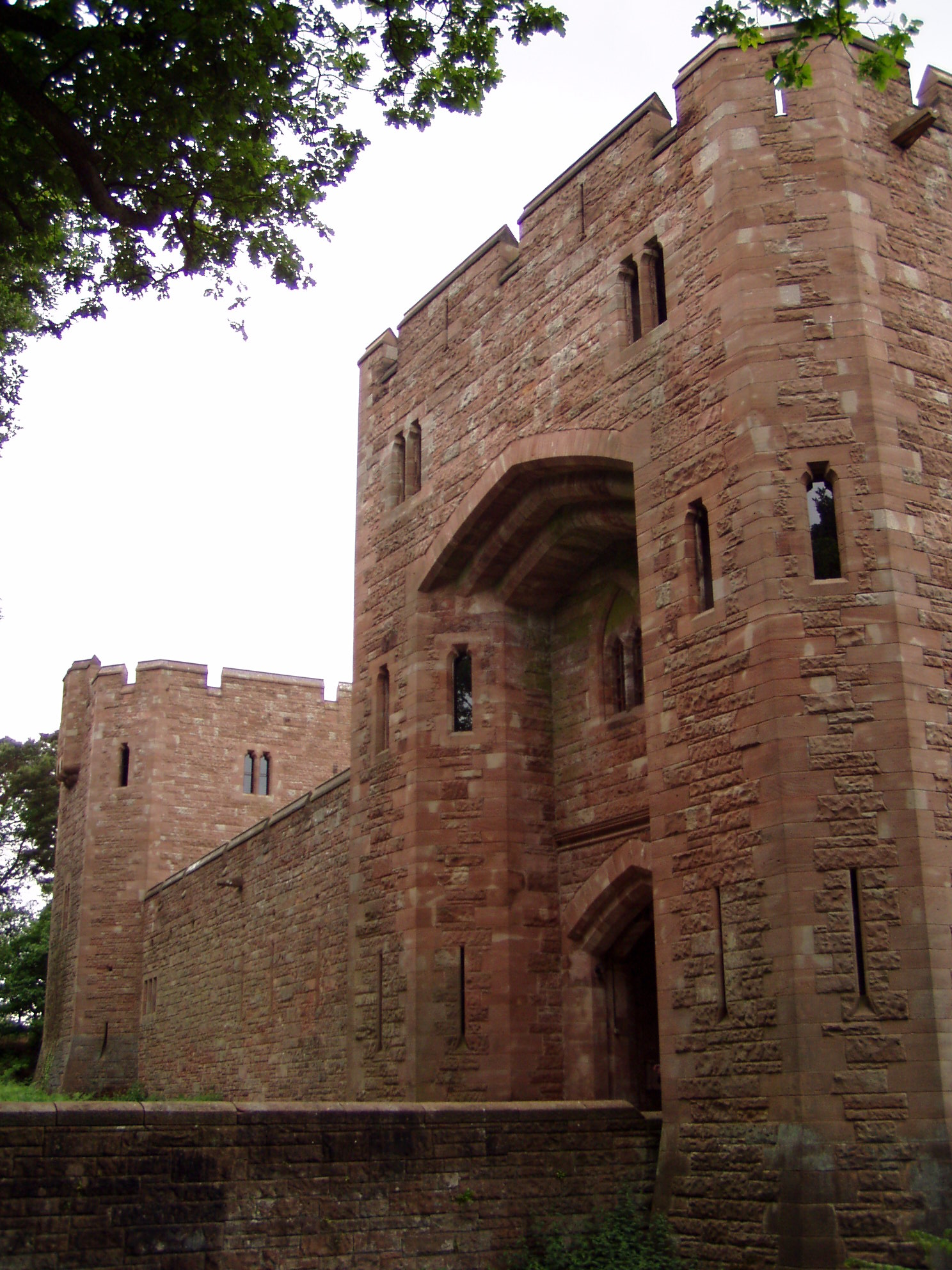
منظر للبوابة الأمامية لقلعة بيكفورتون

وشيدت قلعة بيكفورتون بين عامي 1844 و1850 لجون توليماتشي، أكبر مالكٍ للأراضي في تشيستر آنذاك، والذي وصفه ويليام إيوارت غلاد ستون بأنه «أعظم مدير عقارات في عصره»  وكان الخيار الأول لأسرة لتولماتشي هو المهندس المعماري جورج لاثَم من نان تويتش، لكنه لم يُعين، ونال تعويضاً بقيمة 2000 جنيه إسترليني، كبديل، عينت أسرة توليماتشي أنتوني سالفين، والذي كان يتمتع بسمعة أكبر وخبرة أكثر، والذي سبق له بدوره أن أدى أعمالًا في قصر توليماتشي، هيلمنغهام هال في سَفِك،  وشيدت القلعة بواسطة دين وابن ليفت ويتش، بمشاركة جوزيف كوكسون من مدينة تاربورلي عاملاً ككاتب للأشغال، جُلب الصخر من مقلع يبعد حوالي ميل واحد غرب موقع البناء، وبإنشاء سكة حديد لنقل الصخر  كما بلغت كلفة بناء القلعة 60 ألف جنيه إسترليني.
وعلى الرغم من أن القلعة بنيت كونها بيت عائلي، إلا أن تصميمها كان على أسلوب قلاع العصور الوسطى، ببوابة حراسة حديدية، وخندق مائي جاف، ونوافذ خارجية لا تعدو كونها فتحات سهام، وأبراج ضخمة،  وفي عام 1851، صرحت صحيفة ذا إلستريتد لندن نيوز إنها «تبدو وكأنها تعرض الجمال غير المألوف لقلعة كارنار فون دون مناظرها الباعثة على عدم الارتياح» وفي عام 1858 وصفها السير جورج غيلبرت سكوت بأنها «أكبر قصر قوطي في العصر الحاضر ولأكثرها دقة ونفذاً» وأنها كانت «ذروة التنكر»،  وتعد «آخر منزل محصن حقيقي شيد في إنجلترا» و «ونفّذ بناؤها وفقًا لأعلى المعايير وهي واحدة من أعظم المباني في عصرها».
وكان ثمة جدل حول الدوافع لبناء قلعة كاملة إلى حد ما على طراز القرون الوسطى في القرن التاسع عشر، وعلى الرغم من أنه كان مدير عقارات عظيم، فقد كان يُنظر إلى تولماتشي كذلك على أنه «رجل غريب الأطوار إلى حدٍ كبير»،  وترى الدكتورة جيل أليبون أنه لعله كان يحمي نفسه وعائلته من المصاعب السياسية في ذلك الوقت  إذ أنه بداخل مبنى دفاعي سوف يتمكن من حماية نفسه إلى جانب أسرته من أي ثورة من قبل جموع الناس في مانشستر أو ليفربول القريبتين،  ولربما كان أحد الأسباب العملية المحتملة لبناء مثل هذا السكن المتين بدلاً من فيلا على الطراز الإيطالي يتمثل في تأمين المأوى من الظروف الجوية الصعبة التي يمكن أن تؤثر على سهل تشيستر،  ومع ذلك، خلص دُردي إلى استنتاج مفاده أن العوامل الحاسمة تمثلت في استخدام المالك «ميراثه الكبير» لتزويد نفسه بمنزل «مثير للإعجاب ومسيطر ومناسب لأعظم مالكٍ للأراضي في تشيستر»، 

## الموقع
وتقع قلعة بيكفورتن في منطقة غابات على مقربة من الحد الشمالي لتلال بيكفورتن على ارتفاع 469.2 قدم (143 م) ، وتنحدر الأرض بشكل حاد إلى أسفل ناحية الشمال والغرب من القلعة، ويمتد ممر ساند ستون، وهو ممر مشاة ذي مسافة طويلة، على طول قاعدة هذه السفوح، وتقع أنقاض قلعة بي ستون على تل منفصل شديد الانحدار على بعد 0.75 ميل (1.2 كم) إلى الشمال، إذ تقع قرية بي ستون على بعد 0.75 ميل (1.2 كم) إلى الشمال الشرقي وتقع وقرية بيكفورتون على بعد 1 ميل (1.6 كم) إلى الجنوب الشرقي، ووالصول إلى القلعة عبر الطريق بين بي ستون وبيكفورتن.

## هندستها

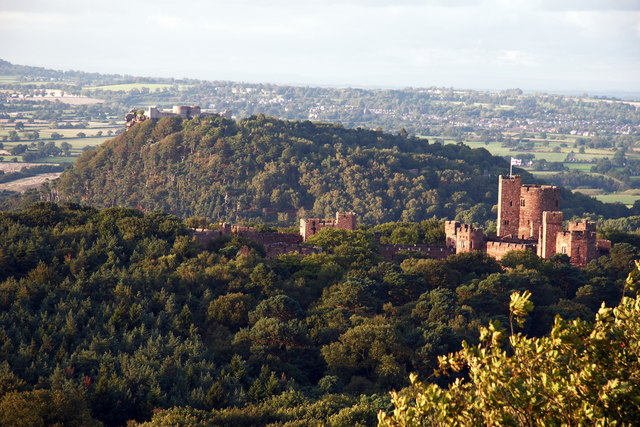
تقع قلعة بيكفورتن في المقدمة اليمنى وقلعة بيستون على التلة التي تليها

### القلعة

#### المنظر الخارجي
فالقلعة مغطاة بالحجر الرملي الأحمر ولها أسطح من الرصاص والأسفلت والقرميد، وتتألف القلعة بشكل رئيس من ثلاثة طوابق وبرج من خمسة طوابق، والمباني مرتبة حول قسم حيث يقع السكن الرئيس على الجانب الشمالي، وهو محاط بخندق مائي جاف وموصولٌ ببوابة الحراسة، وتتموْقع الاسطبلات ومنزل العربات وبرج الجرس المستطيل والمطابخ ومنطقة الخدمة في الناحية الغربية من القسم الداخلي، وإلى الشمال توجد مجموعة من القاعات الكبيرة التي تتألف من 18 قسم، ويقبع خلف مدخل القاعة البرج الرئيس الدائري، وفي الطرف الشرقي من قسم المعرض يوجد برج المكتبة ثماني الأضلاع، كما تحتوي الجدران الخارجية للقلعة على أبراج رفيعة كاملة الارتفاع عند تغير الاتجاه، وتسند أقواس الطنف جزءًا من الأسوار، ويوجد في الجدران على فتحات للسهام، وثمة حجرة لبس في بوابة الحراسة، ويحتوي السقف المسطح على دريئة. 

#### المنظر الداخلي
تؤدي الشرفة إلى القاعة الكبيرة التي تتضمن أرضية قرميدية على طراز مينتن ورف مدخنة صخرية كبير، ويوجد في القسم الشرقي رواق معروضات والذي يحتوي على ألواح من خشب البلوط ورف مدخنة وسقف مغطى بألواح، وخلف رواق المعروضات ثمة غرفة بلياردو غير منتظمة الشكل إلى جانب غرفة الرسم، إلى الجنوب من هذه الغرف تكمن المكتبة، وخلف القاعة الكبرى هناك السلالم الرئيسة، وثمة في البرج الدائري في الزاوية الشمالية الغربية غرفة طعام ثمانية الزوايا ذات أرضية قرميدية على أسلوب مينتن، ومدفأتين، وسرداب من ثمانية أضلاع محورية يمتد إلى صرة مركزية، ويوجد الغرفة على مقصف من خشب البلوط عليها رجل أخضر منحوت، يوجد أسفل غرفة الطعام قبو نبيذ، وفي الطابق الخامس من البرج الدائري ثمة غرفة مصممة للعب لعبة الراح، ويمكن الوصول إليها من خلال درج حلزوني صخري.

### البستان
ولم يكن للقلعة بستان رسمي، ولكن في الجزء السفلي من الطريق كانت توجد حدائق مطبخ تضم بساتين نباتية وحقل ومنازل زجاجية رحيبة ومشتل برتقال كبير، وفي آن واحد عين 17 بستانياً.

### الكنيسة
وعلى الجانب الشرقي من القسم توجد الكنيسة الصغيرة الخاصة بالعائلة وهي مبنىً مدرج ذو درجة ثانية، وهي مصممة بدورها من قبل سالفن ومصنوعة من الحجارة الرملية الصخرية غير المصقولة وبسقف من القرميد، يتكون مخطتها من صحن ذو ممرين، وممر جنوبي، مجلس كنسي، وفرجة ذات ممر واحد أكثر ضيقاً وهبوطاً، وعلى أطراف الجَمَلون من الصحن والفرجة ثمة مزينة صليب صخري، وفوق قوس الفرجة هناك جرس صخري ذو شكل صليبي، وداخل الكنيسة يكمن رواق مقنطر من ثلاثة أقواس قوطية يعمل على فصل الممر الجنوبي عن صحن الكنيسة، والألتربيس مصنوع من خشب البلوط ونُقشت عليه الصلاة الربيّة والوصايا العشر، ونحتت مقاعد المرتلين والمقاعد الأخرى الموجودة في الصحن برؤوس زينية، وتشتمل المعمودية في الطرف الغربي على خط نحت صخري بغطاء من خشب البلوط المنحوت، وعلى الرغم من وصفها بأنها مبنىً متواضع، إلا أن الكنيسة تعتبر «مكملاً لمجموعة» القلعة.

### نزل المدخل
ونُزل المدخل ناحية الجنوب الشرقي من القلعة مدرج أيضًا ضمن قائمة التراث من الدرجة الثانية *، وقام بتصميمه سالفن وهو مبني من الحجر الأحمر والصخر وبسقف قرميدي، ويتألف من ممر مقوس ببرج دائري خلفي ونزل من طابقين تجاه اليسار.

## التاريخ اللاحق واستخداماتها الحالية

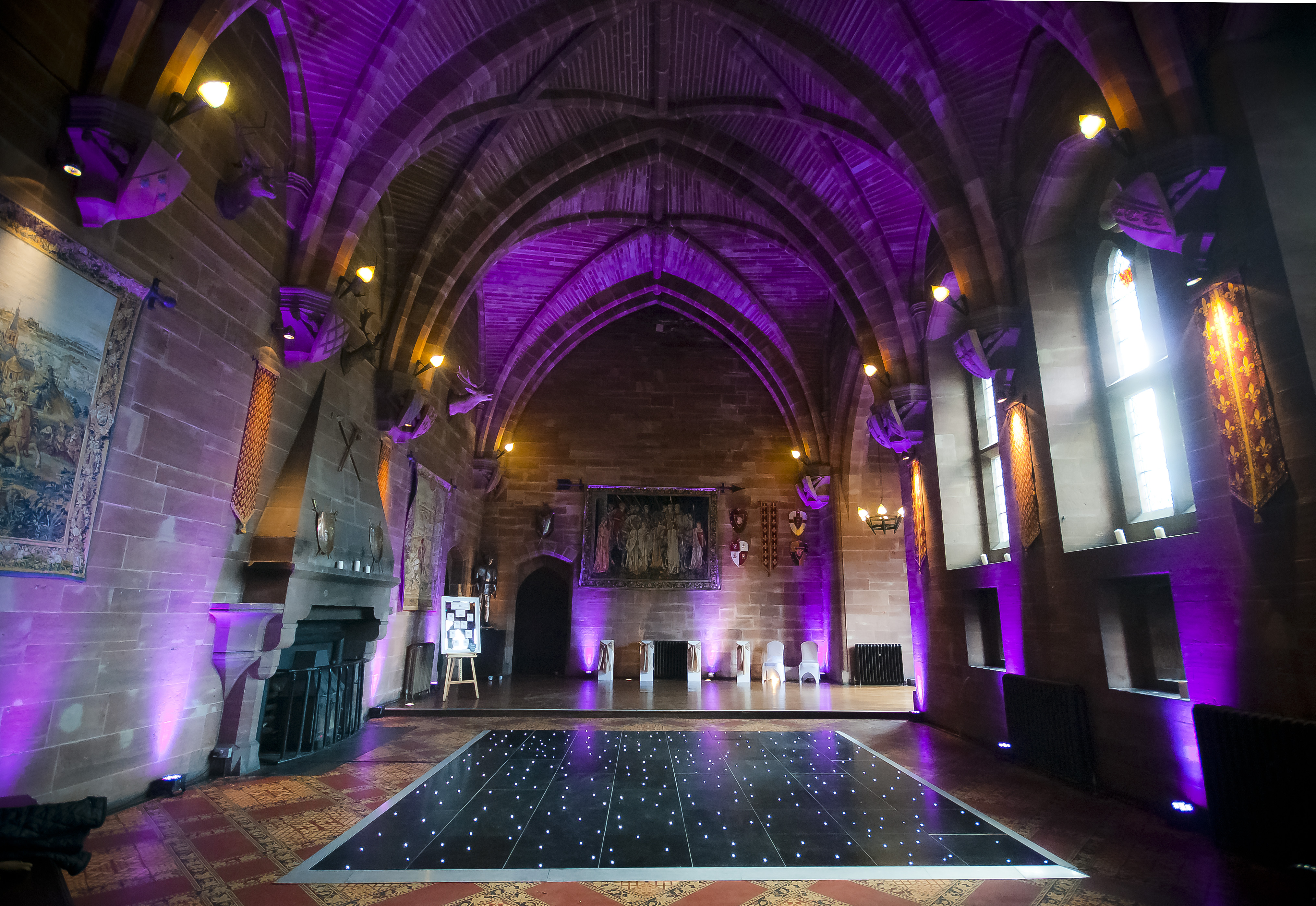
غرفة رسمية معدة لحفل زفاف

قبيل الانتقال إلى القلعة في تسعينيات القرن التاسع عشر، أضفى ويلبراهام تولماتشي بارون أسرة تولماتشي الثاني تدفئة مركزية وإضاءة كهربائية،  في عام 1922، شُرع بمخطط كبير لتشجير تلال بيكفورتن، ونالت الغابات الناتجة حالة موقع ذي أهمية علمية خاصة،  وغادر بنتلي توليماتشي، بارون أسرة تولماتشي الثالث، وحفيد ويلبراهام توليماتشي، رفقة عائلته بيكفورتن عند اندلاع الحرب العالمية الثانية في عام 1939.
وخلال الحرب، وُظفت القلعة كنزل للأطفال المعاقين جسديًا الذين تم إجلاؤهم من منطقة لندن، ووافت بنتلي توليماشي المنية في عام 1955، ولأنه كان منقطع النسل، انتقلت التركة إلى ابن عمه، جون توليماشي.
خلال السبعينيات والثمانينيات التسعينيات المبكرة، استخدمت القلعة كموقع لتصوير الأفلام والبرامج التلفزيونية، شملت أعمالاً مثل مسلسل دكتور هو (Doctor Who) و ذا تايم وورير (The time warrior)، والذي بُث بين عامي 1973–1974،  وفيلم لـ روبن هود (Robin Hood) في عام 1991 من بطولة باتريك بيرغن وأوما ثورمن،, من عام 1982 إلى عام 1986، أقيمت لعبة تريجر تراب (Treasure Trap) في الموقع وهي واحدة من أولى ألعاب تمثيل الأدوار الحية في العالم،  وفي عام 1988 ابتاعت القلعة الأمريكية إيفلين جريبيل، مقابل مليون جنيه إسترليني، وقامت بتجديد معظم المبنى وحصلت على إذن تخطيط لتحويله إلى فندق.
وفي عام 2006، أقام كريس نايلور حفل زفافه في القلعة، وبعد ذلك اشترت عائلة نايلور العقار، وتُستخدم قلعة بيكفورتنن الآن كفندق ومكان لإقامة الأحداث الخاصة بالشركات وحفلات الزفاف.
وتعرض المبنى لأضرار بالغة بسبب حريق في يونيو 2011 خلال حفل زفاف، وبلغت تكلفة الأضرار في المنطقة 6 ملايين جنيه إسترليني، في ديسمبر 2011، اعترف العريس بتهمة الحرق العمد.

## روابط خارجية
- موقع قلعة بيكفورتن
- صور للقلعة